# 2013年伏尔加格勒公共汽车爆炸事件
2013年伏尔加格勒公共汽车爆炸事件是2013年10月21日发生在俄罗斯南部聯邦管區伏尔加格勒州的伏尔加格勒市的一起自杀式袭击。这次爆炸由一名叫Naida Asiyalova(Наида Сиражудиновна Асиялова)的女性自杀式袭击者所为。她在一辆载有40人的公共汽车上引爆了所穿的炸弹背心。共造成车上包括肇事者在内的8人死亡，36人受伤。
袭击者是来自达吉斯坦共和国的30岁的女性Naida Asiyalova。此前被俄罗斯联邦执法机构通缉。爆炸所用为500-600克TNT炸药。她的丈夫Dmitry Sokolov，是来自达吉斯坦共和国首都馬哈奇卡拉的一名武装分子。
伏尔加格勒州当局宣布哀悼三天。市民为爆炸受害者献血。

## 反应
10月22日，中华人民共和国谴责伏尔加格勒公共汽车自杀式爆炸事件。
11月16日，俄罗斯聯邦安全局在一次行动中打死5名武装分子，其中就包括Naida Asiyalova的丈夫。

## 受害者
- Viktoria Koneva (20)
- Maksim Ledkov (16)
- Kirill Litvinenko (18)
- Yelena Mikhailova (29)
- Maria Popadinets (18)
- Yulia Prikhodchenko (22) [14]
- Tatyana Vereshchagina (59) [15]